# Ophrys fusca pallida
L'ofride pallida (Ophrys fusca subsp. pallida (Raf.) E.G. Camus, 1829) è una pianta appartenente alla famiglia delle Orchidacee, presente in Sicilia e in Algeria.

## Descrizione

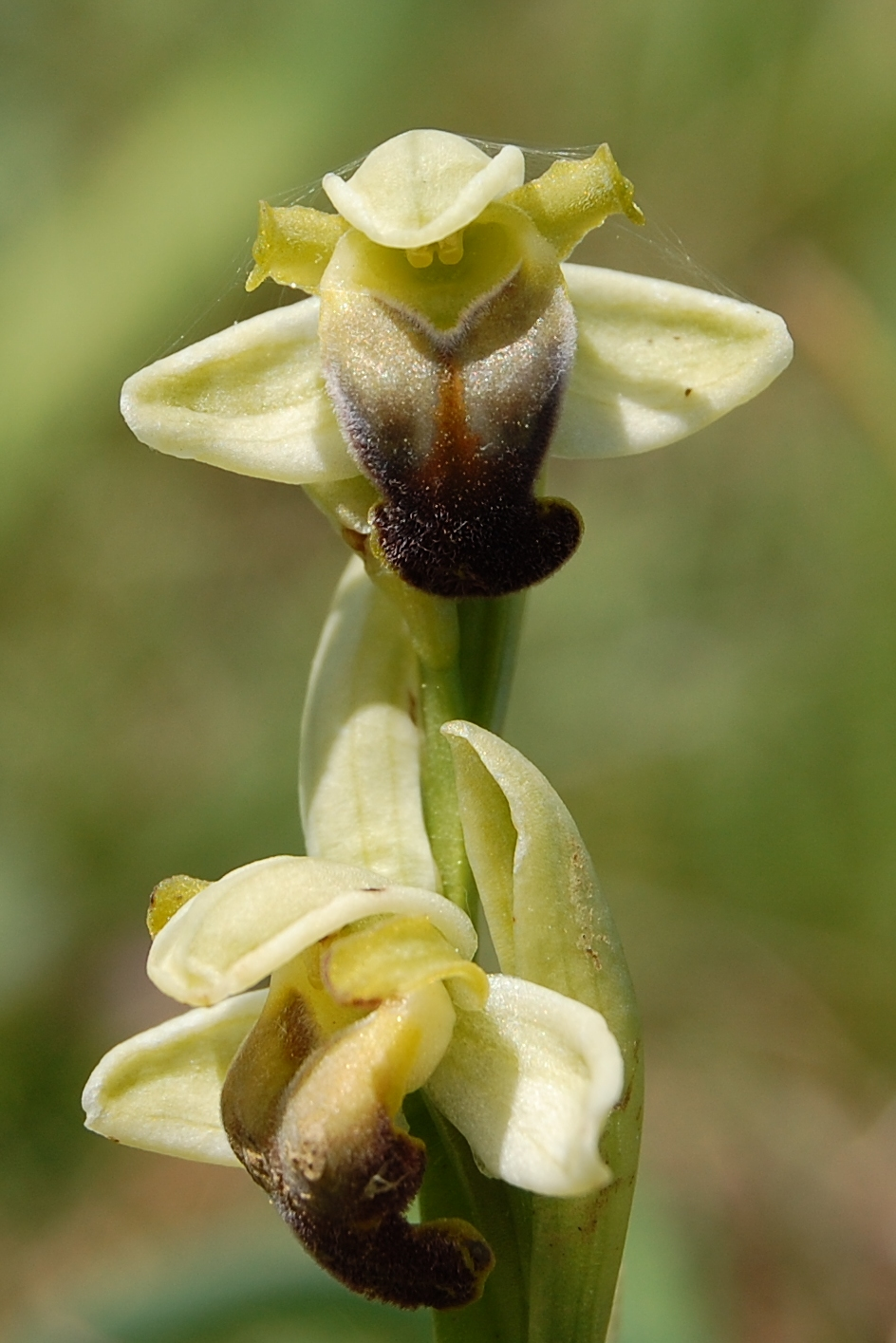

È una pianta erbacea geofita bulbosa, con fusto eretto, alto 10–25 cm e brattee più lunghe dell'ovario.

L'infiorescenza è pauciflora, con 2-6 fiori di piccole dimensioni; i sepali laterali, biancastri con sfumature  verdi o rosate, sono ellittici mentre il sepalo centrale è ricurvo in avanti; i petali sono corti, tronchi all'apice, di colore dal biancastro al verdastro.
 
Il labello è trilobato, fortemente genicolato alla base e ulteriormente piegato all'indietro nella parte apicale; è di colore bruno, vellutato, con specchio glabro alla base del lobo mediano, di colore grigio-biancastro con riflessi bluastri, diviso da un solco centrale profondo; i lobi laterali sono piccoli e ripiegati all'indietro.
Il ginostemio è corto e ottuso.
Fiorisce da marzo a maggio.

## Biologia
Si riproduce per impollinazione entomogama ad opera dell'imenottero Andrena orbitalis (Andrenidae).

## Distribuzione e habitat
Questa sottospecie è un raro endemismo siciliano-algerino.
 
Nella sua Flora d'Italia Filippo Parlatore ne segnala la presenza  sui Monti di Palermo e nel Bosco della Ficuzza, che è tuttora una delle poche stazioni della Sicilia nord-occidentale in cui è facile incontrare questa entità. Più recentemente è stata segnalata anche sulle Madonie, dove è comunque più rara.
In passato la si etichettava come endemismo siculo-sardo ma la sua presenza in Sardegna è stata smentita. Accertata la sua presenza in Algeria.
Predilige i pascoli magri, le garighe, le aree soleggiate dei boschi con terreno calcareo, da 200 sino fino a 1100 m di altitudine.

## Conservazione
Il Piano forestale regionale della Azienda Foreste della Regione Siciliana, considerata la ristrettezza del suo areale e la esiguità delle popolazioni note, classifica questa entità come vulnerabile.